# Les Lois naturelles de l'enfant
Les Lois naturelles de l'enfant est un ouvrage de Céline Alvarez, publié le 30 septembre 2016 aux éditions Les Arènes.

## Contexte
Formée en linguistique, Céline Alvarez reprend dans ce livre l'expérience qu'elle a menée dans une maternelle en zone d'éducation prioritaire et "plan violence" à Gennevilliers, entre 2011 et 2014.
Reçue au concours de professeur des écoles en 2009, elle souhaite mener une proposition pédagogique s'appuyant sur "les lois naturelles de l'enfant" dégagées par la recherche en neurosciences . Ces principes seraient des invariants,« communs à tous les êtres humains », et « devraient devenir le dénominateur commun universel de toute proposition éducative ».
L'ouvrage se base sur les résultats de cette expérimentation, avec l'apport de chercheurs tels que Stanislas Dehaene ou Alison Gopnik, ainsi que des principes pédagogiques mis en lumière par Maria Montessori. 

## Structure de l'ouvrage
- Introduction : Et si nous repensions l'école à partir des lois naturelles de l'apprentissage ?
- Partie I : L'intelligence plastique de l'être humain
- Partie II : L'aide didactique
- Partie III : Soutenir le développement des compétences-socles de l'intelligence
- Partie IV : Le secret, c'est l'amour
- Conclusion : Aidons l'être humain à révéler sa belle et lumineuse nature

## Réception critique
La parution des Lois naturelles de l'enfant, largement médiatisée,,,, connaît un certain succès. Le livre est réimprimé trois fois durant les semaines qui suivent sa parution. Il est prévu de l'exporter au Canada, en Suisse et en Belgique. Toutefois, certains chercheurs et enseignants, plus sceptiques, ne voient dans l'ouvrage rien de nouveau et regrettent que l'ouvrage n'explore les questions d'apprentissage qu'à l'aune des neurosciences.